# روسترف
روسترف (به فرانسوی: Rustroff) یک کمون در فرانسه است که در Canton of Sierck-les-Bains واقع شده‌است.

## خصوصیات
روسترف ۳٫۲۳ کیلومترمربع مساحت و ۵۱۳ نفر جمعیت دارد و ۳۰۰ متر بالاتر از سطح دریا واقع شده‌است.